# Marbeuf
Marbeuf es una comuna francesa situada en el departamento de Eure, en la región de Normandía.

## Demografía
| 206 | 208 | 233 | 263 | 258 | 296 | 471 |
| Para los censos de 1962 a 1999 la población legal corresponde a la población sin duplicidades (Fuente: INSEE [Consultar]) |     |     |     |     |     |     |

Se considera, en términos de los criterios establecidos por el INSEE en 1997, una comuna rural.

## Personalidades vinculadas
- Charles Louis de Marbeuf (1712-1786), marqués de Cargèse, gobernador de Córcega.
- Arnould Galopin (1863-1934), novelista.